# Roosevelt (музикант)
Рузвельт (нар. Маріус Лаубер, 29 вересня 1990) — німецький співак, автор пісень і продюсер із Фірзена.

## Музична кар'єра
Його першим проєктом був Beat! Beat! Beat!, інді-підлітковий гурт, у якому він був барабанщиком. Згодом гурт розпався, і він став солістом.
Він випустив свій відомий дебютний EP Elliot у 2013 році. Головний сингл «Elliot» був названий Pitchfork «Найкращим новим треком». У 2015 році Рузвельт випустив подвійну сторону A «Night Moves»/«Hold On».
У квітні 2016 року він анонсував однойменний дебютний альбом, випущений 19 серпня 2016 року на Greco-Roman/City Slang, з відео на треки «Colours» і «Moving On».
Він створював ремікси на такі гурти, як Glass Animals, Jax Jones, Truls, Sundara Karma, Luka Vasta та Kakkmaddafakka, а під час туру підтримував Hot Chip, Totally Enormous Extinct Dinosaurs і Crystal Fighters.
У червні 2018 року він анонсував другий альбом Young Romance. Він був випущений 28 вересня 2018 року. Перший сингл з альбому «Under the Sun» вийшов 27 червня 2018 року.
У березні 2019 року він випустив «Falling Back» і кавер на пісню Fleetwood Mac «Everywhere» на W Records. Наступного року «Everywhere» було показано у We Bare Bears: The Movie.
10 червня 2020 року Roosevelt випустив сингл «Sign», який став його першим оригінальним матеріалом після його альбому Young Romance. Roosevelt випустив ще чотири сингли («Echoes», «Feels Right», «Strangers» і «Lovers») перед виходом третього студійного альбому Polydans, який вийшов 26 лютого 2021 року.
У липні 2023 року він анонсував четвертий альбом Embrace, реліз якого заплановано на 22 вересня 2023 року. Чотири сингли були випущені заздалегідь; «Ordinary Love», «Luna», «Paralyzed» і «Rising».

## Дискографія

### Альбоми
| Назва         | Деталі альбому                                                                                           | Пікові позиції у чартах | Пікові позиції у чартах | Пікові позиції у чартах | Пікові позиції у чартах | Пікові позиції у чартах |
| Назва         | Деталі альбому                                                                                           | GER                     | AUT                     | SWI                     | US Elec.                |                         |
| ------------- | --- | ----------------------- | ----------------------- | ----------------------- | ----------------------- | ----------------------- |
| Roosevelt     | - Випущено: 19 серпня 2016 - Лейбл: Greco Roman / City Slang - Формат: CD, Цифрова дистрибуція, вініл    | 27                      | 36                      | 33                      | 11                      |                         |
| Young Romance | - Випущено: 28 вересня 2018 - Лейбл: Greco Roman / City Slang - Формат: CD, цифрове завантаження, вініл  | 58                      | —                       | 80                      | —                       |                         |
| Polydans      | - Випущено: 26 February 2021 - Лейбл: Greco Roman / City Slang - Формат: CD, цифрове завантаження, вініл | 23                      | —                       | 35                      | —                       |                         |
| Embrace       | - Випущено: 22 вересня 2023 - Лейбл: Greco Roman / City Slang - Формат: CD, цифрове завантаження, вініл  | 64                      | —                       | —                       | —                       |                         |

### Сингли
| Рік  | Назва                        | Лейбл                        |
| ---- | ---------------------------- | ---------------------------- |
| 2012 | «Sea»                        | Greco-Roman                  |
| 2013 | «Elliot»                     | Greco-Roman                  |
| 2015 | «Hold On/Night Moves»        | Greco-Roman / City Slang     |
| 2016 | «Colours/Moving On» «Fever»  | Greco-Roman / City Slang     |
| 2017 | «Moving On» «Belong»         | Greco-Roman / City Slang     |
| 2018 | «Under the Sun»              | Greco-Roman / City Slang     |
| 2018 | «Forgive» (feat. Washed Out) | Greco-Roman / City Slang     |
| 2018 | «Shadows»                    | Greco-Roman / City Slang     |
| 2018 | «Losing Touch»               | Greco-Roman / City Slang     |
| 2019 | «Falling Back»               | W Records                    |
| 2020 | «Sign»                       | Greco-Roman / City Slang     |
| 2020 | «Echoes»                     | Greco-Roman / City Slang     |
| 2020 | «Feels Right»                | Greco-Roman / City Slang     |
| 2020 | «Strangers»                  | Greco-Roman / City Slang     |
| 2021 | «See You Again»              | Greco-Roman / City Slang     |
| 2021 | «On My Mind / About U»       | Greco-Roman / City Slang     |
| 2023 | «Ordinary Love»              | Counter Records / Ninja Tune |
| 2023 | «Luna»                       | Counter Records / Ninja Tune |
| 2023 | «Paralyzed»                  | Counter Records / Ninja Tune |

### Ремікси
- Glass Animals — «Pools» (Roosevelt Remix) (2014)
- Glass Animals — «Life Itself» (Roosevelt Remix) (2016)
- Sinkane — «Telephone» (Roosevelt Remix) (2016)
- Chvrches — «Get Out» (Roosevelt Remix) (2018)
- Rhye — «Summer Days» (Roosevelt Remix) (2018)
- Charlotte Gainsbourg — «Bombs Away» (Roosevelt Remix) (2019)
- Josin — «In the Blank Space» (Roosevelt Remix) (2019)
- Purple Disco Machine — «Hypnotized» (Roosevelt Remix) (2020)
- Bad Sounds — «Move Into Me» (feat. Broods) (Roosevelt Remix) (2021)
- Selah Sue — «Pills» (Roosevelt Remix) (2022)
- Balthazar — «Linger On» (Roosevelt Remix) (2022)
- Taylor Swift — «Anti-Hero» (Roosevelt Remix) (2022)

### Збірки
| Рік  | Contribution | Альбом                    | Лейбл            |
| ---- | ------------ | ------------------------- | ---------------- |
| 2013 | Montreal     | Electronic Beats 2013     | Electronic Beats |
| 2014 | Elliot       | Majestic Casual Chapter 2 | Kontor Records   |
| 2014 | Montreal     | Trip Mode                 | Kitsuné Maison   |

### Музичні кліпи
| Назва                 | Рік  | Режисер(и)                       | Пос.   |
| --------------------- | ---- | -------------------------------- | ------ |
| «Sea»                 | 2012 | Jem Goulding                     | [ 17 ] |
| «Montreal»            | 2013 | Roosevelt                        | [ 18 ] |
| «Elliot»              | 2013 | Hot Mess                         | [ 19 ] |
| «Night Moves»         | 2015 | Sophia Ray                       | [ 20 ] |
| «Hold On»             | 2015 | Fabian Podeszwa                  | [ 21 ] |
| «Colours / Moving On» | 2016 | Elliott Arndt                    | [ 22 ] |
| «Fever»               | 2016 | Elliott Arndt                    | [ 23 ] |
| «Belong»              | 2016 | Andres Fouché & Martijn Bosgraaf | [ 24 ] |
| «Moving On»           | 2017 | Hector Prats                     | [ 25 ] |
| «Under the Sun»       | 2018 | Unknown                          | [ 26 ] |
| «Shadows»             | 2018 | Playground                       | [ 27 ] |
| «Losing Touch»        | 2018 | Luke Bather                      | [ 28 ] |
| «Sign»                | 2020 | Ohad Ben-Moshe                   | [ 29 ] |
| «Feels Right»         | 2020 | Felix Aaron                      | [ 30 ] |
| «See You Again»       | 2021 | Hector Prats                     | [ 31 ] |